# Liparetrus gravidus
Liparetrus gravidus är en skalbaggsart som beskrevs av Blackburn 1905. Liparetrus gravidus ingår i släktet Liparetrus och familjen Melolonthidae. Inga underarter finns listade i Catalogue of Life.